# 이모털 (밴드)

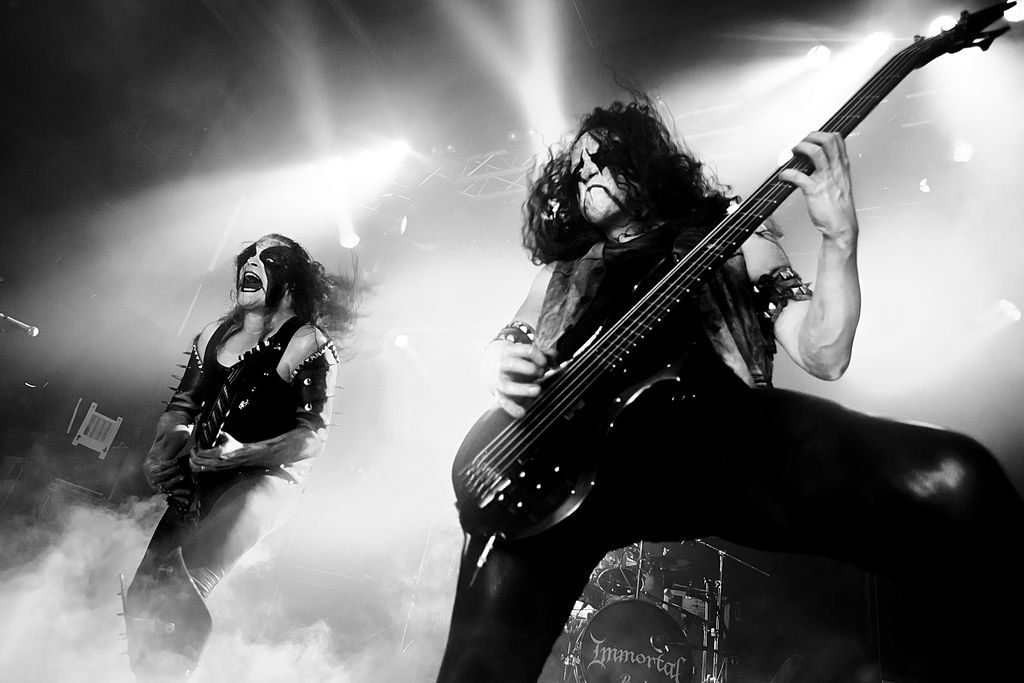
2011년 모습. 왼쪽에 아바스, 오른쪽에 아폴리온이다.

이모털(Immortal)은 베르겐 출신의 노르웨이의 블랙 메탈 밴드이다. 이 그룹은 1991년 기타리스트 아바스 둠 오쿨타(올리브 에이케모)와 기타리스트 데모나즈 둠 오쿨타(해럴드 네브달)에 의해 결성되었다. 이 둘은 그림, 아마게다, 헬해머 등 다양한 드러머들과 함께 일했으며 나중에 1996년 드러머 Horgh가 합류하였다.

## 디스코그래피

### 스튜디오 음반
- Diabolical Fullmoon Mysticism (1992)
- Pure Holocaust (1993)
- Battles in the North (1995)
- Blizzard Beasts (1997)
- At the Heart of Winter (1999)
- Damned in Black (2000)
- Sons of Northern Darkness (2002)
- All Shall Fall (2009)
- Northern Chaos Gods (2018)

### 기타 발매
- Untitled demo (1991)
- Immortal (EP, 1991)
- Masters of Nebulah Frost (VHS, 1995)
- True Kings of Norway (5-way split, 2000)
- Live at BB Kings Club New York (DVD, 2003)
- Valley of the Damned / Hordes of War (2-way split, 2009)
- The Seventh Date of Blashyrkh (DVD, 2010)